# Теория всего
Тео́рия всего́ — гипотетическая объединённая физико-математическая теория, описывающая все известные фундаментальные взаимодействия. Первоначально данный термин использовался в ироническом ключе для обозначения разнообразных обобщённых теорий. Со временем термин закрепился в популяризациях квантовой физики для обозначения теории, которая объединила бы все четыре фундаментальных взаимодействия в природе. В современной научной литературе вместо термина «теория всего», как правило, используется термин «единая теория поля»; тем не менее следует иметь в виду, что теория всего может быть построена и без использования полей, несмотря на то, что научный статус таких теорий может быть спорным.
В течение двадцатого века было предложено множество «теорий всего», но ни одна из них не смогла пройти экспериментальную проверку, или существуют значительные затруднения в организации экспериментальной проверки для некоторых из кандидатов. Основная проблема построения научной «теории всего» состоит в том, что квантовая механика и общая теория относительности (ОТО) имеют разные области применения. Квантовая механика в основном используется для описания микромира, а общая теория относительности применима к макромиру. Специальная теория относительности (СТО) описывает явления при больших скоростях, а ОТО является обобщением ньютоновской теории гравитации, объединяющей её с СТО и распространяющей на случай больших расстояний и больших масс. Непосредственное совмещение квантовой механики и специальной теории относительности в едином формализме (квантовой релятивистской теории поля) приводит к проблеме расходимости — отсутствия конечных результатов для экспериментально проверяемых величин. Для решения этой проблемы используется идея перенормировки величин. Для некоторых моделей механизм перенормировок позволяет построить очень хорошо работающие теории, но добавление гравитации (то есть включение в теорию ОТО как предельного случая для малых полей и больших расстояний) приводит к расходимостям, которые убрать пока не удаётся. Хотя из этого вовсе не следует, что такая теория не может быть построена.

## Основные положения
После построения в конце XIX века электродинамики, объединившей на основе уравнений Максвелла в единой теоретической схеме явления электричества, магнетизма и оптики, в физике возникла идея объяснения на основе электромагнетизма всех известных физических явлений. Однако работа над созданием общей теории относительности привела физиков к мысли, что для описания на единой основе всех явлений необходимо объединение теорий электромагнетизма и гравитации.
Первые варианты единых теорий поля были созданы Давидом Гильбертом и Германом Вейлем. В дальнейшем большое внимание «теории всего» уделил Альберт Эйнштейн. Он посвятил попыткам её создания большую часть своей жизни. Гильберт, Вейль и, в дальнейшем, Эйнштейн полагали, что достаточно объединить общую теорию относительности и электромагнетизм, к тому же вначале не имелось в виду, что они должны быть квантовыми, так как сама квантовая механика ещё не была достаточно развитой. В значительной мере, если не полностью, минимальная программа — объединение ОТО и электродинамики была решена в рамках теории Калуцы — Клейна (возможно, и ещё некоторых теорий), но почти уже ко времени её создания стало актуальным включение в теорию других полей и предсказание существования многих частиц, что было не совсем тривиальным, а в дальнейшем прояснились и новые трудности, а квантовый вариант теории Калуцы — Клейна хоть и был мыслим, однако квантование наталкивалось на трудности конкретной разработки, как и квантование само́й общей теории относительности отдельно.
Современная физика требует от «теории всего» объединения четырёх известных в настоящее время фундаментальных взаимодействий:
- гравитационное взаимодействие;
- электромагнитное взаимодействие;
- сильное ядерное взаимодействие;
- слабое ядерное взаимодействие.

Кроме того, она должна объяснять существование всех элементарных частиц. Первым шагом на пути к этому стало объединение электромагнитного и слабого взаимодействий в теории электрослабого взаимодействия, созданной в 1967 году Стивеном Вайнбергом, Шелдоном Глэшоу и Абдусом Саламом. В 1973 году была предложена теория сильного взаимодействия. После чего появилось несколько вариантов теорий Великого объединения (наиболее известная из них — теория Пати — Салама, 1974 год), в рамках которых удалось объединить все типы взаимодействий, кроме гравитационного. Правда, ни одна из теорий Великого объединения пока не нашла подтверждения, а некоторые уже опровергнуты экспериментально на основе данных по отсутствию распада протона. Недостающим звеном в «теории всего» остается подтверждение какой-либо из теорий Великого объединения и построение квантовой теории гравитации на основе квантовой механики и общей теории относительности.
В конце 1990-х стало ясно, что общей проблемой предлагаемых вариантов «теории всего» является то, что они нестрого определяют свойства наблюдаемой Вселенной. Так, многие теории квантовой гравитации допускают существование вселенных с произвольным числом измерений или произвольным значением космологической постоянной. Некоторые физики придерживаются мнения, что на самом деле существует множество вселенных, но лишь небольшое их количество обитаемы, а значит, фундаментальные постоянные вселенной определяются антропным принципом. Макс Тегмарк довёл этот принцип до логического завершения, постулирующего, что «все математически непротиворечивые структуры существуют физически». Это означает, что достаточно сложные математические структуры могут содержать «самоосознающую структуру», которая будет субъективно воспринимать себя «живущей в реальном мире».
В конце 2007 года Гаррет Лиси предложил «Исключительно простую теорию всего», основанную на свойствах алгебры Ли. Несмотря на обнаруженные недостатки теории Лиси, она может открыть новое направление работ в области единых теорий поля.
В настоящее время основными кандидатами в качестве «теории всего» являются теория струн, петлевая теория и теория Калуцы — Клейна. О последней подробней. В начале двадцатого века появились предположения, что Вселенная имеет больше измерений, чем наблюдаемые три пространственных и одно временно́е. Толчком к этому стала теория Калуцы — Клейна, которая позволяет увидеть, что введение в общую теорию относительности дополнительного измерения приводит к получению уравнений Максвелла. Благодаря идеям Калуцы и Клейна стало возможным создание теорий, оперирующих большими размерностями. Использование дополнительных измерений подсказало ответ на вопрос о том, почему действие гравитации проявляется значительно слабее, чем другие виды взаимодействий. Общепринятый ответ состоит в том, что гравитация существует в дополнительных измерениях, поэтому её влияние на наблюдаемые измерения ослабевает.
В научном сообществе физиков продолжаются дебаты по поводу того, следует ли считать «теорию всего» фундаментальным законом Вселенной. Одна точка зрения, строго редукционистская, состоит в том, что «теория всего» — это фундаментальный закон Вселенной и что все остальные теории, описывающие Вселенную, являются её следствиями или предельными случаями. Другая точка зрения опирается на законы, названные Нобелевским лауреатом по физике Стивеном Вайнбергом законами «свободного плавания», которые определяют поведение сложных систем. Критика последней точки зрения обращает внимание на то, что в такой формулировке «теория всего» нарушает принцип бритвы Оккама.
Среди других факторов, уменьшающих объяснительно-предсказательную ценность «теории всего», её чувствительность к наличию у Вселенной граничных условий и существование математического хаоса среди её решений.